# WTA German Open 1999 - Qualificazioni doppio
Le qualificazioni del doppio  del WTA German Open 1999 sono state un torneo di tennis preliminare per accedere alla fase finale della manifestazione. I vincitori dell'ultimo turno sono entrati di diritto nel tabellone principale. In caso di ritiro di uno o più giocatori aventi diritto a questi sono subentrati i lucky loser, ossia i giocatori che hanno perso nell'ultimo turno ma che avevano una classifica più alta rispetto agli altri partecipanti che avevano comunque perso nel turno finale.

## Giocatrici

### Teste di serie
1. Alicia Molik /  Samantha Reeves (secondo turno)

1. Germana Di Natale /  Flora Perfetti (qualificate)

### Qualificate
1. Germana Di Natale /  Flora Perfetti

#### Lucky Losers
1. Brie Rippner /  Tara Snyder

## Tabellone qualificazioni

### Legenda
| - Q = Qualificato - WC = Wild card - LL = Lucky loser | - ALT = Alternate - SE = Special Exempt - PR = Protected Ranking | - w/o = Walkover - r = Ritirato - d = Squalificato |

|  | Primo turno | Primo turno                           | Primo turno                      |                                  |                                       | Secondo turno | Secondo turno | Secondo turno |  |  | Ultimo turno | Ultimo turno             | Ultimo turno |
|  |             |                                       |                                  |                                  |                                       |               |               |               |  |  |              |                          |              |
|  | 1           | Alicia Molik Samantha Reeves          |                                  |                                  |                                       |               |               |               |  |  |              |                          |              |
|  |             | Bye                                   |                                  |                                  |                                       |               |               |               |  |  |              |                          |              |
|  |             | 1                                     | Alicia Molik Samantha Reeves     | 4                                |                                       |               |               |               |  |  |              |                          |              |
|  |             |                                       |                                  | 4                                |                                       |               |               |               |  |  |              |                          |              |
|  |             |                                       | Brie Rippner Tara Snyder         | 8                                |                                       |               |               |               |  |  |              |                          |              |
|  |             | Brie Rippner Tara Snyder              | Brie Rippner Tara Snyder         | 8                                |                                       |               |               |               |  |  |              |                          |              |
|  |             |                                       |                                  |                                  |                                       |               |               |               |  |  |              |                          |              |
|  |             | Bye                                   |                                  |                                  |                                       |               |               |               |  |  |              |                          |              |
|  |             |                                       |                                  |                                  |                                       |               |               |               |  |  |              | Brie Rippner Tara Snyder | 8            |
|  |             |                                       | 2                                | Germana Di Natale Flora Perfetti | 6                                     |               |               |               |  |  |              |                          |              |
|  |             | Mariana Díaz Oliva María José Gaidano | 9                                |                                  |                                       |               |               |               |  |  |              |                          |              |
|  |             | Sylvia Plischke Raluca Sandu          | 8                                |                                  |                                       |               |               |               |  |  |              |                          |              |
|  |             | Sylvia Plischke Raluca Sandu          | 8                                |                                  | Mariana Díaz Oliva María José Gaidano | 5             |               |               |  |  |              |                          |              |
|  |             |                                       |                                  |                                  | Mariana Díaz Oliva María José Gaidano | 5             |               |               |  |  |              |                          |              |
|  |             | 2                                     | Germana Di Natale Flora Perfetti | 8                                |                                       |               |               |               |  |  |              |                          |              |
|  |             | 2                                     | Germana Di Natale Flora Perfetti | 8                                | Bye                                   |               |               |               |  |  |              |                          |              |
|  |             |                                       |                                  |                                  |                                       |               |               |               |  |  |              |                          |              |
|  | 2           | Germana Di Natale Flora Perfetti      |                                  |                                  |                                       |               |               |               |  |  |              |                          |              |